# 佐々木ひでお
佐々木 ひでお（ささき ひでお、1949年8月27日 - 、本名: 佐々木秀雄）は、秋田県由利本荘市出身の詩画家。

## プロフィール
- 1969年3月 - 東京調理師学校（現東京調理師専門学校）卒業。
- 1974年8月 - 交通事故により頚髄を損傷。以来、車椅子の生活を送る。
- 1990年8月 - 秋田県南秋田郡井川町 障害者支援施設『桐ヶ丘』の絵画クラブに入り、口で絵筆を銜えて絵を始める。

## 所属・役職
- アート村特別奨励者
- 桐ヶ丘利用者自治会々長
- 秋田県車椅子連合会々長

## 受賞歴
- 1994年11月 - 秋田県井川町産業祭福祉展 特別賞『詩画：菜の花』
- 1995年12月 - 秋田県障害者福祉展金賞『詩画：アザミ』
- 1996年5月 - アート村主催 第3回：夢のデザイン大賞展 ハートフル賞『詩画：わたぼうし』
- 1997年9月 - 秋田県岩城町より『自立更生功労賞』
- 1998年12月 - 秋田県障害者福祉展 県身体障害者福祉協会長賞『詩画：ガクアジサイ』
- 2000年5月 - アート村主催 第7回：夢のデザイン大賞展 詩画『サギソウ』アート村特別奨励者(賞)
- 2000年10月 - 秋田県井川町産業祭福祉展 特別賞『詩画：キキョウ』
- 2000年12月 - 秋田県障害者福祉展 秋田県知事賞『詩画：夕日』
- 2001年10月 - 秋田県井川町産業祭福祉展 特別賞『詩画：カラスウリの舞踏会』
- 2002年9月 - 第2回 『心いきいき芸術文化祭』秋田県知事賞『自由詩 書：風』
- 2003年12月 - 第3回 『心いきいき芸術文化祭』秋田県知事賞『詩画：夕焼け』
- 2004年12月 - 第4回 『心いきいき芸術文化祭』秋田県知事賞『詩画：ダイコン』